# Эквадорская горная звезда
Эквадорская горная звезда, или эквадорская ореада (лат. Oreotrochilus chimborazo) — птица из семейства колибри.

## Описание
Колибри достигает длины примерно 11,5 см. Чёрный, несколько согнутый клюв длиной примерно 20 мм. Оперение самца преимущественно оливково-зелёного цвета. Голова фиолетового цвета, на груди имеется чёрная полоса. Нижняя часть тела белая с неупорядоченными чёрными полосами по центру, которые тянутся вниз до брюха. Хвост преимущественно белый. Только центральные рулевые перья сине-зелёного цвета. Внешние перья немного темнее. На Чимборасо обитает очень похожий подвид, только его нижняя часть горла блестяще-зелёная. Окраска самки более тусклая. Верхняя часть тёмного оливково-зелёного цвета. За глазами имеется белое пятно. Шея белая с зелёными крапинами. Остальная нижняя часть от бледно-серого до светло-жёлтого цвета, хвост яркого сине-зелёного цвета. Только внешние перья покрыты отчетливыми белыми точками.

## Распространение
Ареал вида охватывает большую область распространения, примерно 20 000 км² в южноамериканских странах Колумбии и Эквадоре. Птица очень скрытна. Она спит в норах и расщелинах склонов. В остальное время она охотно сидит на скалах, а также на густом кустарнике.

## Питание
Птица питается преимущественно нектаром оранжевых цветков растения Chuquiraga.

## Подвиды
Известно о трёх подвидах:
- Oreotrochilus chimborazo chimborazo (Delattre & Bourcier, 1846) обитает на вулкане Чимборасо и, вероятно, также в провинции Асуай
- Oreotrochilus chimborazo jamesonii (Jardine, 1849) обитает в горах крайнего юга Колумбии и севера Эквадора
- Oreotrochilus chimborazo soderstromi(Lonnberg & Rendahl, 1922[3] обитает только у кальдеры Килотоа.